# Esther Verhoef
Esther Verhoef ('s-Hertogenbosch, 27 september 1968) is een Nederlands schrijfster.

## Biografie
Bestsellerauteur Esther Verhoef (geboortenaam Verhallen) groeide op in 's-Hertogenbosch en in het nabijgelegen Rosmalen. Haar eerste publicaties verschenen in 1989 en betroffen columns in het blad Flair. Tussen 1995 en 2005 schreef ze vijftig informatieve boeken over huisdieren, waarvan er wereldwijd zo'n acht  miljoen over de toonbank gingen. Haar dierenboeken zijn vertaald in ruim tachtig  landen.
Verhoef deed zelf grotendeels de fotografie voor haar boeken.
Bekendheid bij het grote publiek verwierf zij toen zij thrillers begon te schrijven. In 2003 debuteerde ze met de thriller Onrust, die in 2004 werd genomineerd voor de Gouden Strop en spoedig daarna vertaald in het Duits. De opvolger Onder druk werd genomineerd voor de Gouden Strop 2005. Op 22 september 2005 won Verhoef met Onder Druk in Antwerpen de Diamanten Kogel 2005, een prestigieuze prijs voor de beste oorspronkelijk Nederlandstalige thriller van het afgelopen jaar. Verhoef is de eerste Nederlander die deze prijs won, een kunstwerk ter waarde van 25.000 euro. Eerdere laureaten zijn van Belgische bodem.
Op 7 april 2006 kwam haar eerste psychologische thriller Rendez-vous uit, die vrijwel meteen in de bestsellerlijsten belandde. In september 2006 werd het boek genomineerd voor de NS Publieksprijs 2006 en in januari 2007 won het de Zilveren Vingerafdruk, de publieksprijs voor de beste thriller van het voorgaande jaar. Verhoef is de eerste Nederlandse auteur die deze prijs won; eerdere winnaars zijn van Amerikaanse, Britse en Zweedse bodem. 
Rendez-vous werd in juni 2015 verfilmd door Millstreet Films. De regie was in handen van Antoinette Beumer. 
In oktober 2006 verscheen Chaos, een roman noir/thriller over een ex-militair met posttraumatische stressstoornis, die zij samen schreef met haar man Berry Verhoef onder het pseudoniem Escober.
Op 5 april 2007 kwam Close-up uit, een psychologische thriller over de tweeëndertigjarige Margot Heijne die net een nare scheiding achter de rug heeft. Ze ontmoet een man die erg veel invloed op haar krijgt. Close-up werd in juni 2007 genomineerd voor de Gouden Strop en in september van hetzelfde jaar voor de NS Publieksprijs. In 2008 werd het boek bekroond met de publieksprijs Zilveren Vingerafdruk.
In 2008 volgde Ongenade (Escober) als hekkensluiter van de Sil Maier-trilogie en werden de eerdere titels met deze hoofdpersoon titels Onrust en Onder Druk heruitgegeven onder dit schrijverspseudoniem. 
Esther Verhoef schreef het cadeauboek voor De Maand van het Spannende Boek 2009, Erken mij, dat in een recordoplage van 833.500 exemplaren werd verspreid.
In september 2024 zijn er ruim 3 miljoen exemplaren van Verhoefs thrillers en romans in Nederland verkocht.
In februari 2014 verscheen de interviewbundel Stil in mij - overleven bij de nonnen, die Verhoef in samenwerking met Danielle Hermans schreef. In voorbereiding op het boek interviewden Hermans en Verhoef tientallen vrouwen die als kind door nonnen fysiek, psychisch en/of seksueel zijn mishandeld. Stil in mij gaf deze vrouwen de stem die ze als klein meisje nog niet hebben gehad en de buitenwereld kreeg op deze manier eindelijk te weten wat zich tussen de jaren dertig tot negentig achter de gesloten deuren van de Nederlandse katholieke internaten en weeshuizen afspeelde.
De in 2014 verschenen thriller De Kraamhulp werd genomineerd voor de NS Publieksprijs en de Gouden Strop en won de Hebban Crimezone Award. Het boek was het bestverkochte fictieboek van Nederland in 2014. De filmrechten werden verkocht aan Eyeworks en de vertaalrechten naar Italië, het Verenigd Koninkrijk, Amerika, Denemarken, Korea, Taiwan, Litouwen en Hongarije.
De in 2015 verschenen thriller Lieve Mama werd genomineerd voor de NS Publieksprijs en won de Gouden Strop. De vertaalrechten werden verkocht naar Duitsland, Amerika, Groot-Brittannië en Zuid-Afrika. De thriller is bewerkt voor een serie op Videoland.
Verhoefs tweede roman Nazomer, over een modeontwerpster, verscheen in 2017, kwam binnen op 1 in de Nederlandse Bestseller 60 en werd een jaar later genomineerd voor de NS Publieksprijs.
In 2019 ontving Esther Verhoef uit handen van Jan Slagter de MAX Gouden Vleermuis voor haar thrilleroeuvre. In oktober 2020 werd haar boek Lieve mama verfilmd tot een gelijknamige zesdelige serie voor streamingdienst Videoland.

### Thrillers
- 2003 - Onrust (in 2008 heruitgegeven onder pseudoniem 'Escober')
- 2004 - Onder Druk (in 2008 heruitgegeven onder pseudoniem 'Escober')
- 2006 - Rendez-vous
- 2006 - Chaos (onder pseudoniem 'Escober')
- 2007 - Close-up
- 2008 - Ongenade (onder pseudoniem 'Escober')
- 2008 - Alles te verliezen
- 2009 - Erken mij (geschenkboek tijdens de Maand van het Spannende Boek, juni 2009)
- 2010 - Déjà vu
- 2013 - Overkill (onder pseudoniem 'Escober')
- 2014 - De Kraamhulp
- 2015 - Lieve mama
- 2019 - Façade
- 2021 - De nachtdienst
- 2023 - Alter ego
- 2025 - Het huis met de palm

### Romans
- 2012 - Tegenlicht
- 2017 - Nazomer

### Verhalenbundels
- 2011 - Nouveau riche & andere spannende verhalen
- 2016 - Erken mij en andere wraakverhalen
- 2020 - Labyrint. De verhalen.
- 2022 - Op de bonnefooi door Frankrijk

### Columnbundels
- 2007 - Wonen op vakantie
- 2010 - Is uw man al af?

### Non-fictie
- 1995-2007 - Circa 60 informatieve boeken over (huis)dieren, waaronder De Grote Hondenencyclopedie, Kippen encyclopedie samen met Aad Rijs en Handboek katten fokken
- 2014 - Stil in mij - overleven bij de nonnen (samen met Daniëlle Hermans)
- 2024 - De mooiste tijd van je leven

## Bestseller 60
| Boeken met noteringen in de Nederlandse Bestseller 60 | Jaar van verschijnen | Datum van binnenkomst | Hoogste positie | Aantal weken | Opmerkingen            |
| ----------------------------------------------------- | -------------------- | --------------------- | --------------- | ------------ | ---------------------- |
| Rendez-vous                                           | 2006                 | 15-04-2006            | 6               | 80           |                        |
| Close-up                                              | 2007                 | 14-04-2007            | 1(1wk)          | 50           |                        |
| Wonen op vakantie                                     | 2007                 | 07-07-2007            | 51              | 3            |                        |
| Alles te verliezen                                    | 2008                 | 29-11-2008            | 1(6wk)          | 56           |                        |
| Déjà vu                                               | 2010                 | 11-09-2010            | 1(5wk)          | 61           |                        |
| Nouveau riche & andere spannende verhalen             | 2011                 | 14-05-2011            | 9               | 9            |                        |
| Tegenlicht                                            | 2012                 | 05-05-2012            | 1(4wk)          | 115          |                        |
| De kraamhulp                                          | 2014                 | 08-03-2014            | 1(4wk)          | 46           |                        |
| Stil in mij                                           | 2014                 | 24-05-2014            | 12              | 2            | met Daniëlle Hermans   |
| Lieve mama                                            | 2015                 | 11-04-2015            | 1(2wk)          | 74           | verfilmd tot een serie |
| Nazomer                                               | 2017                 | 12-07-2017            | 1(5wk)          | 17           |                        |
| Façade                                                | 2019                 | 20-03-2019            | 1(1wk)          | 50           |                        |
| Labyrint. De verhalen.                                | 2020                 | 05-08-2020            | 20              | 8            |                        |
| De nachtdienst                                        | 2021                 | 14-07-2021            | 1(4wk)          | 56           |                        |
| Alter ego                                             | 2023                 | 05-04-2023            | 2               | 38           |                        |
| Alter ego                                             | 2023                 | 05-04-2023            | 42              | 1            | harde kaft             |
| De mooiste tijd van je leven                          | 2024                 | 01-05-2024            | 38              | 3            |                        |
| Het huis met de palm                                  | 2025                 | 16-04-2025            | 1(2wk)          | 19*          |                        |
| Het huis met de palm                                  | 2025                 | 16-04-2025            | 59              | 1            | harde kaft             |

## Prijzen en nominaties

### Prijzen
- 2005 -  Diamanten Kogel met Onder druk
- 2007 -  Zilveren Vingerafdruk met Rendez-vous
- 2008 -  Zilveren Vingerafdruk met Close-up
- 2011 -  NS Publieksprijs met Déjà vu
- 2014 -  Hebban Crimezone Award 2014 met De Kraamhulp
- 2016 - Gouden Strop 2016 met Lieve mama
- 2019 - MAX Gouden Vleermuis (oeuvreprijs) voor haar thrilleroeuvre

### Nominaties
- 2004 - Gouden Strop met Onrust
- 2005 - Gouden Strop met Onder druk
- 2006 - NS Publieksprijs 2006 met Rendez-vous
- 2007 - Gouden Strop met Close-up
- 2007 - NS Publieksprijs 2007 met Close-up
- 2007 - Diamanten Kogel 2007 met Chaos
- 2008 - Diamanten Kogel 2008 met Ongenade
- 2009 - Zilveren Vingerafdruk met Alles te verliezen
- 2009 - NS Publieksprijs 2009 met Alles te verliezen
- 2010 - Zilveren Vingerafdruk met Déjà vu
- 2011 - Diamanten Kogel met Déjà vu
- 2012 - NS Publieksprijs 2012 met Tegenlicht
- 2013 - Diamanten Kogel 2013 met Overkill
- 2013 - Crimezone Thrilleraward 2013 met Overkill
- 2014 - Gouden Strop met De Kraamhulp
- 2014 - NS Publieksprijs 2014 met De Kraamhulp
- 2015 - Hebban Crimezone Award met Lieve mama
- 2015 - NS Publieksprijs met Lieve mama
- 2016 - Diamanten Kogel met Lieve mama
- 2016 - Gouden Strop met Lieve mama
- 2018 - NS Publieksprijs met Nazomer
- 2020 - Gouden Strop met Façade
- 2022 - NS Publieksprijs met De Nachtdienst
- 2023 - NS Publieksprijs met Alter ego
- 2024 - Hebban Thriller prijs met Alter ego